# Dan Păsat
Dan Păsat (n. 21 iunie 1969, București) este un politician român, deputat PDL în legislatura 2008 - 2012. În cadrul activității sale parlamentare, Dan Păsat a fost membru în grupurile parlamentare de prietenie cu Republica Letonia și Republica Croația. 
A fost membru PD în perioada 2000 - 2005 și membru PNL în perioada 2005 - 2010.
În septembrie 2020, Dan Păsat a fost ales primar al comunei Bucșani, jud. Giurgiu.

## Condamnarea penală
A fost condamnat definitiv la trei ani de închisoare cu executare pentru șantaj cu violență, în 2013.